# 36e régiment de fusiliers « generalfeldmarschall comte Blumenthal » (régiment de fusiliers magdebourgeois)
Pour les articles homonymes, voir 36e régiment.
Le 36e régiment de fusiliers « generalfeldmarschall comte Blumenthal » (régiment de fusiliers magdebourgeois) est un régiment d'infanterie de l'Empire allemand.
Le régiment est formé le 31 décembre 1815 et est stationné à Halle et à Bernbourg. Il fait partie du 4e corps d'armée. Au printemps 1914, il fait partie de la structure de la 8e division d'infanterie.
Après la mobilisation, le régiment est prêt au combat en août 1914 et, en tant que membre de la 15e brigade d'infanterie de la 8e division, il est envoyé sur le front de l'Ouest.

## Commandants
- 1818: Franz Ludwig von Jeanneret baron von Beaufort-Belfort (de)
- 12 décembre 1820: Heinrich Bruno von Steinaecker (de)
- 30 mars 1829: Karl von Monsterberg (de)
- 22 octobre 1829: Wilhelm von Below (de)
- 30 mars 1834: Friedrich von Delitz (de)
- 30 mars 1838: Carl von Carnap (de)
- 28 avril 1842: Gustav Stein von Kamienski (de)
- 13 mai 1848: Rudolf von Horn (de)
- 6 juillet 1848: Friedrich Wiesener
- 25 septembre 1849: Ludwig Bielefeld
- 22 septembre 1851: Heinrich Fritze
- 10 novembre 1855: Karl August von Syburg (de)
- 13 octobre 1859: Hugo von Kirchbach
- 8 mai 1860: Friedrich von Gilsa (de)
- 25 août 1860: Rudolf von Zamory (de)
- 16 septembre 1862: Wilhelm von Mirbach (de)
- 3 avril 1866: Hugo von Thile
- 18 mai 1867: Lothar von Brandenstein
- 6 août 1870: Heinrich von Schramm
- 23 mai 1873: Gustav von Steinsdorff (de)
- 1er novembre 1879: Wilhelm von Blume
- 23 septembre 1883: Friedrich von Hassel (de)
- 24 juin 1885: Bernhard Kraehe (de)
- 23 novembre 1888: Philipp Münch
- 16 août 1891: Martin Köpke (de)
- 23 août 1894: Adalbert Boysen
- 19 mars 1896: Wilhelm von Linde
- 20 juillet 1897: Friedhelm von Ranke (de)
- 18 mai 1901: Paul Pförtner von der Hölle (de)
- 22 avril 1905: Viktor von Kronhelm (de)
- 24 mars 1909: Max von Troschke
- 1er octobre 1912: Hans von Oertzen
- 17 septembre 1914: Hermann Kirchner
- 10 octobre 1914: Rudolf Bohrisch
- 13 mai 1915: Friedrich von Passow (de)
- 4 septembre 1916: Major Benkendorff
- 2 août 1917: Wolfgang zu Inn- und Knyphausen (de)
- 24 février 1918: Bruno Ewert
- 27 août 1918: Helmuth Bohm (de)
- 30 octobre 1918: Werner Huber
- 1er février 1919 - 21 juillet 1919: Hermann von Balcke

## Bibliographie

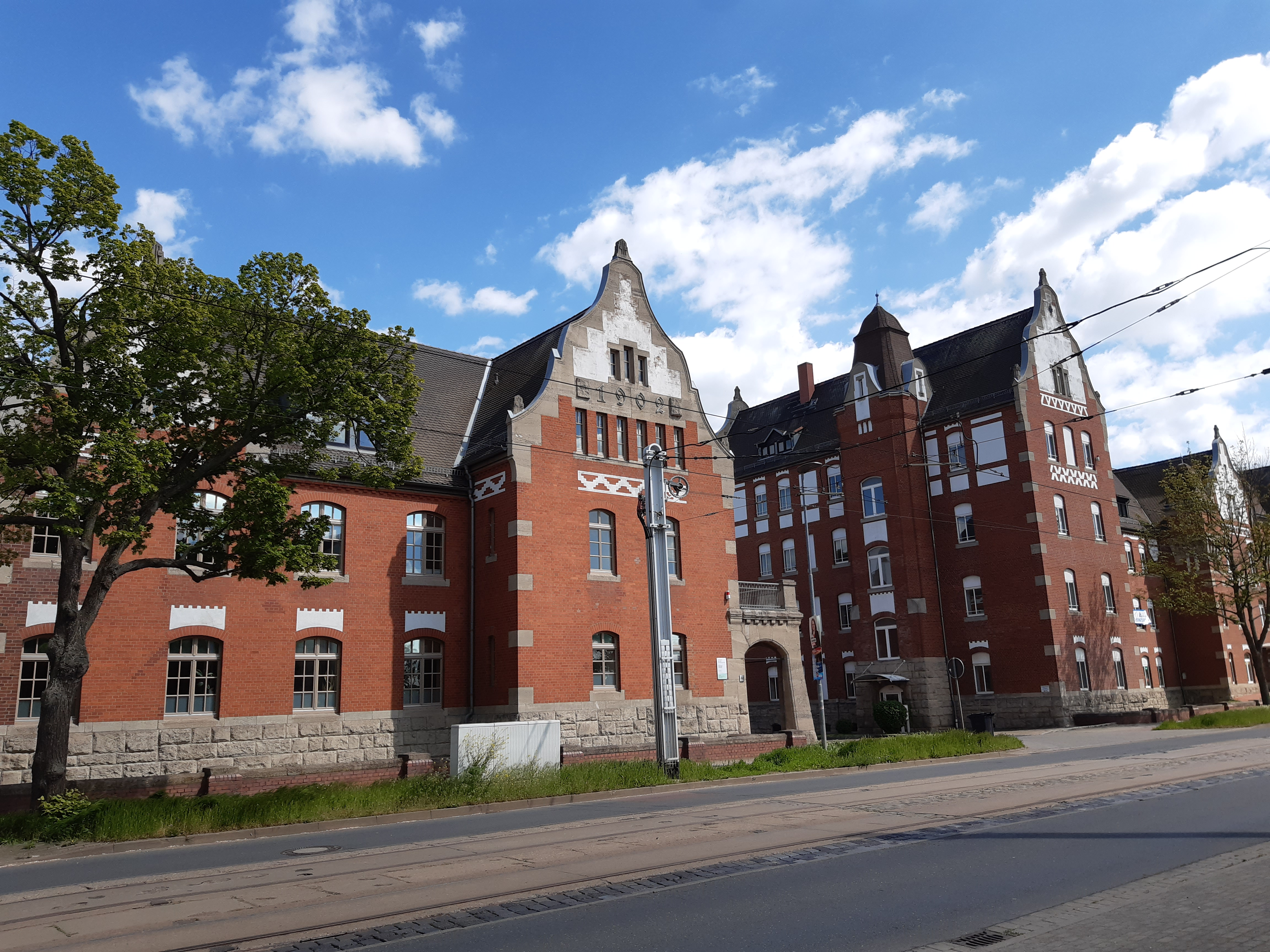
Casernes régimentaires